# Великоконь, Григорий Иванович
Григорий Иванович Великоконь (1920—1982) — старший сержант Рабоче-крестьянской Красной Армии, участник Великой Отечественной войны, Герой Советского Союза (1945).

## Биография
Григорий Великоконь родился 23 сентября 1920 года в селе Богдановка (ныне — Шосткинский район Сумской области Украины) в крестьянской семье. Получил неполное среднее образование, после чего работал в колхозе. В 1940 году Великоконь был призван на службу в Рабоче-крестьянскую Красную Армию Шосткинским районным военным комиссариатом, служил на Дальнем Востоке, командовал отделением. 

## Великая Отечественная война
С 1941 года — на фронтах Великой Отечественной войны. Принимал участие в боях на Центральном и 1-м Белорусском фронтах, три раза был ранен в боях. Член ВКП(б) с 1943 года.
Приказом по 422-му стр.полку №: 71/н от: 01.03.1944 года помощник командира взвода 7-й стрелковой роты сержант Великоконь награждён медалью "За отвагу" за то,что во время наступления полка в районе дер.Язвин Паричского района Полесской области БССР забросал гранатами ручной пулемет противника и уничтожил 4 немецких солдат.в том числе 2-х во время выхода из окружения.Легко ранен 8.03.1944 года.
К июню 1944 года старший сержант Григорий Великоконь командовал взводом 422-го стрелкового полка 170-й стрелковой дивизии 48-й армии 1-го Белорусского фронта. Отличился во время освобождения Гомельской области Белорусской ССР.
24 июня 1944 года взвод Великоконя атаковал высоту 147,1 у деревни Заполье Рогачёвского района на западном берегу реки Друть. Великоконь первым поднялся в атаку и со своим взводом выбил противника и первой траншеи, лично уничтожив более 20 вражеских солдат и офицеров. Когда взвод захватил высоту, противник предпринял контратаку на его позиции. С криком: «За Родину! За Сталина!» — Великоконь увлёк свой взвод в атаку и пулемётным огнём уничтожил 24 солдата и офицера противника. В дальнейшем в бою за деревню Заполье взвод уничтожил расчёт вражеской батареи, мешавшей продвижению стрелковых подразделений, захватив 4 орудия и 4 автомашины. В бою Великоконь получил тяжёлое ранение, но продолжал руководить взводом, пока командир батальона не приказа эвакуировать его с поля боя.
Указом Президиума Верховного Совета СССР от 24 марта 1945 года за «образцовое выполнение боевых заданий командования на фронте борьбы с немецкими захватчиками и проявленные при этом мужество и героизм» старший сержант Григорий Великоконь был удостоен высокого звания Героя Советского Союза с вручением ордена Ленина и медали «Золотая Звезда» за номером 608.
В декабре 1945 года Великоконь был демобилизован. 

## После войны
Проживал в городе Шостка, работал на химическом комбинате, активно участвовал в общественной жизни города. Скончался 13 августа 1982 года, похоронен на Центральном кладбище в Артёмовском микрорайоне Шостки.

## Награды
Также награждён рядом медалей, в том числе медалью «За отвагу».